# Palácio Eszterháza (Fertöd)

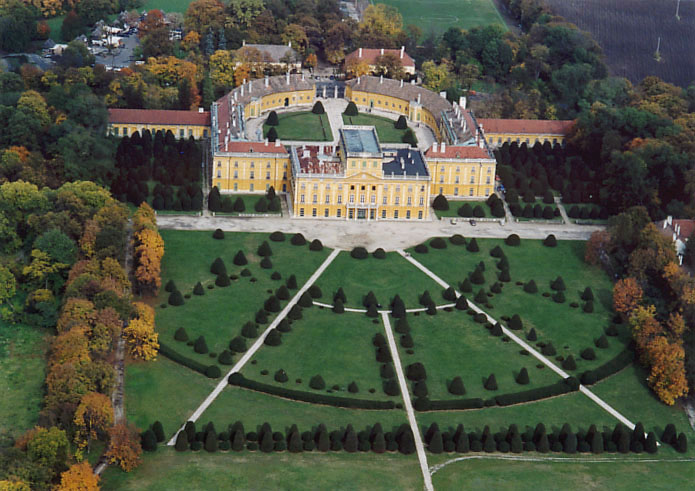
Fotografia aérea do Palácio Eszterháza em Fertöd.

O Palácio Eszterháza em Fertöd é um famoso palácio construído naquela cidade do Noroeste da Hungria, Condado de Győr-Moson-Sopron, pelo Príncipe Nikolaus Eszterháza (1714-1790). Por vezes chamado de "Versailles húngaro", é o maior monumento Rococó da Hungria.

## História

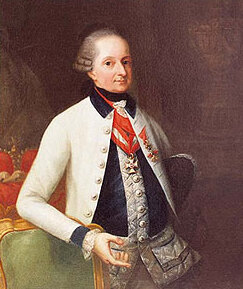
Príncipe Nikolaus Eszterhaza, construtor do Palácio Eszterháza em Fertöd.

No início da década de 1760 (1762 ou 1763), o Príncipe Nikolaus Eszterháza, ao substituir o seu irmão Paul Anton Eszterháza, ordenou a construção de um Palácio em Fertöd. Antes de se tornar Príncipe, Nikolaus estava habituado a passar muito do seu tempo livre num pavilhão de caça chamado Süttör, construído no mesmo local, por volta do ano de 1720, segundo um desenho de Anton Erhard Matinelli. Este pavilhão de caça seria o núcleo em volta do qual o Palácio Eszterháza se desenvolveria.
O primeiro arquitecto a trabalhar no projecto foi Johann Ferdinand Mödlhammer, sucedido em 1765 por Melchior Hefele. Embora o palácio seja frequentemente comparado com o Palácio de Versailles, o qual o Príncipe Nikolaus visitou em 1767, H. C. Robbins Landon (musicólogo norte-americano) afirma que se podem encontrar influências mais directas nos "protótipos austríacos, particularmente no Palácio de Schönbrunn, em Viena".
O palácio custou ao Príncipe 13 milhões de florins austro-húngaros, uma soma que Robbins Landon considera "astronómica".
O Palácio Eszterháza de Fertöd passou a ser habitado em 1766, mas as construções prolongaram-se por muitos anos. O teatro de ópera ficou concluído em 1768 (a primeira apresentação foi a ópera Lo speziale, de Joseph Haydn) e o teatro de marionetes em 1773. A fonte situada em frente do palácio só foi terminada em 1784, tendo simbolizado o momento em que o Príncipe considerou o seu projecto completo.

## Localização
O palácio foi construído nas proximidades da margem Sul do Lago de Neusiedl, em terras pantanosas, um risco para a saúde naquela época. Robbins Landon nota, referindo-se ao local da construção, que "foi uma ideia particularmente excêntrica por parte do Príncipe Nikolaus tê-lo escolhido para localização de um grande castelo. Provavelmente a existência do palácio queria provar a supremacia da mente sobre a matéria".

## Salas
O palácio tem 126 salas. De entre estas destaca-se o Salão de Banquetes, o qual possui no seu tecto uma pintura de Apolo na sua Biga. A grande biblioteca acolhe quase 22.000 volumes e está adornada com a letra 'E', em referência ao sobrenome da família. A maior sala é a Sala Terrana, a qual tem a forma de uma gruta e foi inspirada no estilo italiano, então em moda. No tecto dançam anjos segurando flores entrançadas com a forma de um 'E'.

## Haydn em Eszterháza
Durante o seu primeiro quarto de século, o palácio foi a casa primária do célebre compositor Joseph Haydn, o qual escreveu a maior parte das suas sinfonias para a orquestra do Príncipe. Inaugurado em 1768, foi no teatro que se apresentaram a maior parte das óperas, frequentemente com mais de cem representações anuais.
O palácio encontrava-se geograficamente isolado, um factor que conduziu à solidão e ao tédio entre os músicos. Isso reflecte-se em algumas das cartas de Haydn a Marianne von Genzinger, tal como no famoso conto da sua Sinfonia No. 45, a Sinfonia de Despedida.

## Os jardins
O Palácio Eszterháza em Fertöd encerra um pátio no seu interior. Em volta do edifício fica o Parque de Eszterháza e o jardim francês. No entanto, deve ter-se em conta que alguns destes jardins não são comparáveis aos do Palácio de Versailles, nos quais foram inspirados.